# Asesinatos de Baneheia
Los asesinatos de Baneheia (en noruego: Baneheia-drapene) fue una doble violación y asesinato ocurrido en Noruega el 19 de mayo de 2000. Las víctimas fueron dos niñas, Lena Sløgedal Paulsen, de 10 años, y Stine Sofie Austegard Sørstrønen, de 8 años. Fueron encontradas violadas y asesinadas en la zona de Baneheia, en Kristiansand.Los asesinatos recibieron una enorme atención mediática en Noruega a principios de la década de 2000.
Dos hombres fueron condenados (en 2001) por los asesinatos: Jan Helge Andersen (nacido en 1981) y Viggo Kristiansen (nacido en 1979). Andersen fue condenado por el asesinato y violación de Sørstrønen, pero absuelto del asesinato de Paulsen. La condena de Andersen se basó en una coincidencia del ADN de la escena del crimen y en una confesión del asesinato de Sørstrønen. Kristiansen fue declarado culpable de violación y asesinato de ambas niñas y condenado a 21 años de reclusión en 2001 y 2002.
Aunque Andersen confesó haber matado a una de las niñas, Kristiansen siempre afirmó que era inocente. En las décadas posteriores a los juicios iniciales, Kristiansen solicitó un nuevo juicio en numerosas ocasiones. Su séptima solicitud, en 2021, tuvo éxito. En febrero de 2021 se reabrió el caso y Kristiansen salió de prisión.
El 21 de octubre de 2022, el fiscal general Jørn Maurud anunció que la fiscalía presentaría una solicitud de absolución de Viggo Kristiansen en el caso de reapertura, basada en la nueva investigación llevada a cabo por el distrito policial de Oslo.El 15 de diciembre de 2022, Kristiansen fue absuelto en el Tribunal de Apelación de Borgarting.El veredicto contra Kristiansen está ampliamente considerado como uno de los mayores errores judiciales de la historia reciente de Noruega.

## Los acontecimientos del 19 de mayo
El día de los asesinatos, Stine-Sofie Sørstrønen y Lena Sløgedal Paulsen estaban de visita con sus padres, que vivían en el mismo bloque de pisos cerca del bosque de Baneheia. Sørstrønen venía de Grimstad y Sløgedal Paulsen de otro barrio de Kristiansand. Por la tarde, iban a nadar juntas a un pequeño lago llamado "Stampe 3." en la popular zona recreativa de Baneheia, que no estaba muy lejos. Salieron de casa aproximadamente entre las 18.15 y las 18.20 horas. Dos estudiantes universitarios que también estaban nadando al mismo tiempo que las chicas, declararon que las chicas seguían nadando en el agua cuando se marcharon aproximadamente a las 18:50.

## Búsqueda
Cuando a las 23:00 horas las dos niñas no habían regresado a casa, los padres denunciaron su desaparición y se puso en marcha una gran operación de búsqueda. Inmediatamente, la policía y unidades caninas empezaron a buscar en la zona. A la mañana siguiente, más de 50 voluntarios de la Cruz Roja Noruega participaban en la búsqueda.Pronto se contaron por centenares, ya que se recurrió a helicópteros Sea King y especiales de la policía, así como a buzos de rescate y buzos civiles que rastrearon los lagos y estanques de la zona. Montañeros voluntarios también escalaron los escarpados acantilados que bordean Baneheia, mientras los bomberos inspeccionaban las costas. El sábado por la noche se instalaron 16 puestos de escucha electrónica alrededor del terreno, que podían detectar ruidos de volumen extremadamente bajo durante la noche. Esto se hizo por si las chicas yacían heridas en algún lugar de las colinas, en cuyo caso hasta el más leve llanto se habría detectado fácilmente.

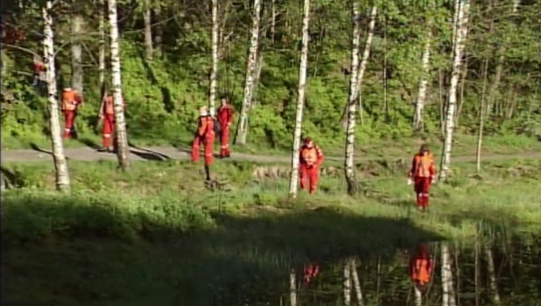
Equipos de búsqueda y rescate peinan la zona

Dos días después de la desaparición, la policía amplió la búsqueda para incluir todos los bosques y lagos adyacentes a Kristiansand, conocidos colectivamente como "Bymarka". Las autoridades también movilizaron al ejército para localizar a las niñas desaparecidas, y cientos de soldados de la Guardia Nacional se unieron a la búsqueda en jardines, garajes, barcos, cobertizos, setos y jardines de infancia.Los helicópteros aplicaron cámaras termográficas, se escanearon todos los túneles relacionados con la construcción de carreteras en Baneheia, y todos los autobuses, transbordadores, trenes y taxis fueron controlados por policías armados, pero no dieron ninguna pista sobre el paradero de las niñas.
Dos días después de la desaparición, la policía anunció el hallazgo de un esqueleto humano cerca del río Otra, cerca del hospital Eg, pero rápidamente decidió que lo más probable era que se tratara de un turista alemán desaparecido, sin relación con el caso.Sin embargo, más tarde se descubrió que el cuerpo pertenecía a un paciente psiquiátrico alemán que se había escapado del hospital psiquiátrico cercano años antes.Esa misma tarde, hacia las 17.03 horas, la policía descubrió ropa ensangrentada oculta bajo una capa de musgo. El hallazgo se produjo a unos 50 metros al oeste del lago conocido como "2. Stampe". La policía, junto con personal militar de la Guardia Nacional, se desplazó inmediatamente para acordonar la zona.Esa misma tarde, aproximadamente a las 20:37, la Policía anunció la confirmación de que ambas chicas habían sido encontradas asesinadas en ese lugar.Al recibir la noticia, la reacción de los cientos de efectivos de búsqueda y rescate que se encontraban en el lugar fue de enorme dolor, muchos rompieron a llorar desconsoladamente, otros caminaban en estado de shock.
Los cadáveres de las dos niñas fueron hallados ocultos bajo ramas de pino en una pequeña grieta de la roca a unas decenas de metros al oeste del estanque, que es uno de los varios estanques que constituyen una zona de baño muy frecuentada por la población de Kristiansand. También se encontraron restos de sangre en el lugar, junto con la ropa y los zapatos de las chicas. Habían sido agredidas sexualmente, atadas, estranguladas y apuñaladas hasta la muerte.

## Investigación

### Primeras investigaciones
Tras el hallazgo de los cadáveres, la policía abrió una investigación por asesinato. A pesar de haber recibido unas 150 pistas sobre el caso, prácticamente no tenían pistas ciertas. No obstante, la policía de Kristiansand se declaró "optimista y confiada en que podremos resolver este caso con bastante rapidez".El Primer Ministro, Jens Stoltenberg, y la ministra de Justicia, Hanne Harlem, declararon que se haría todo lo posible para resolver los asesinatos.
Un viernes por la noche suele haber unas 200 personas haciendo footing y paseando por Baneheia. La noche del crimen, aproximadamente 100 personas hacían footing o paseaban por la zona.Un domicilio fijo de consumidores de drogas recreativas al que durante años se había denominado coloquialmente "pico de ácido" se encontraba a sólo 200 metros del lugar donde aparecieron asesinadas las dos niñas. La policía entrevistó a un gran número de personas conocidas por frecuentar la zona para conocer posibles testigos. La zona también era conocida antiguamente como un lugar donde han actuado exhibicionistas y mirones.
Otros posibles sospechosos interrogados por la policía fueron antiguos delincuentes sexuales, violadores locales condenados, asesinos convictos e incluso dos pacientes psiquiátricos que se habían fugado de una institución psiquiátrica adyacente a la zona.Crímenes similares, como el asesinato de una niña de 13 años en Suecia, se cotejaron con la brutal violación de dos niñas en Oslo en el caso de un posible delincuente en serie.Incluso se reexaminaron casos de asesinatos de niños en Inglaterra.Amigos de las víctimas contaron a los investigadores policiales que las dos niñas habían contado que anteriormente un hombre misterioso las había seguido durante una excursión a nadar. La policía creyó inicialmente que el mismo hombre era el asesino.
El jefe en funciones del Servicio de Investigación Criminal (Kripos), Håkon Skulstad, declaró que, en el peor de los casos, se trataba de un autor itinerante que estaba de paso por la zona, al igual que Noruega había experimentado muchos años antes en el caso de Thomas Quick. Sin embargo, el profesor y destacado psiquiatra forense Berthold Grünfeld declaró que esto era poco probable. Según él, lo más probable es que el asesino fuera un hombre, de unos 30 años y sin antecedentes penales. El experto psiquiatra forense Kjell Noreik se hizo eco de esta afirmación y añadió que lo más probable es que el autor del crimen no padeciera ninguna enfermedad mental grave y fuera "consciente de sus actos".
En mayo de 2000, la policía local dijo que su principal teoría era que lo más probable era que se estuvieran enfrentando a dos autores, que habían planeado meticulosamente los asesinatos con antelación, debido a las dificultades a las que se enfrentaría un solo autor para controlar a ambas chicas. Al atacar a una, la otra tendría la oportunidad de escapar. En Baneheia, siempre hay gente cerca, y abundan los escondites entre los matorrales, los pinos y las rocas.Había muchas probabilidades de que un asaltante solitario fracasara. En junio de ese mismo año, Kripos elaboró el perfil del asesino, y su teoría era que se trataba de un único autor.La policía también buscaba a cinco personas no identificadas que se comportaban de forma sospechosa cerca de Baneheia.

### Arrestos
Durante la investigación inicial, la policía local quiso detener tanto a Andersen como a Kristiansen, pero Kripos (que había acudido a ayudar a la policía local) se lo impidió. La razón para detener las detenciones fue que en ese momento no había pruebas ni contra Andersen ni contra Kristiansen.Pero al comprobar el ADN encontrado en la escena del crimen, había una coincidencia en Andersen. El 13 de septiembre, tras mantenerlo bajo vigilancia durante 48 horas, detuvieron a Andersen, de 19 años, y lo acusaron del doble asesinato. Según la policía, el ADN de Andersen coincidía perfectamente con el vello púbico encontrado en la escena del crimen.No tenía antecedentes penales. Kristiansen fue detenido al mismo tiempo que Andersen, aunque todavía no tenían pruebas contra Kristiansen.
Tras su detención, Andersen negó inicialmente tener nada que ver con los asesinatos, incluso cuando se le presentaron pruebas de ADN. Momentos después, cuando el interrogador principal, Geir Hansen, sugirió que el propio Andersen podría ser una víctima en el caso, y que Kristiansen podría haber sido el participante más activo, Andersen admitió que había asesinado a una de las chicas. También señaló a Kristiansen, de 21 años, como asesino de la otra chica. Los dos sospechosos eran amigos íntimos y habían sido vistos por testigos en Baneheia el día de los asesinatos.
Andersen explicó que los dos hombres habían planeado en detalle la violación y el asesinato durante algún tiempo, y que el día del asesinato habían andado en bicicleta por Baneheia buscando víctimas al azar cuando vieron a las dos chicas nadando. Después de atraer a las niñas al bosque diciendo que tenían gatitos, Andersen dijo que actuó como vigía mientras Kristiansen violaba a las dos niñas, y que se vio obligado a matar a Sløgedal Paulsen después de temer que gritara. A continuación, Kristiansen apuñaló a Sørstrønen hasta matarla cuando intentó escapar. Dijo que Kristiansen era el dominante, y que era él quien daba las órdenes, que él se sentía obligado a seguir, ya que se sentía intimidado por Kristiansen. Según Andersen, Kristiansen le amenazó con matarle a él y a las niñas si no obedecía.Sin embargo, Kristiansen negó vehementemente tener nada que ver con los asesinatos. Ambos hombres fueron sometidos a una evaluación por psiquiatras designados por el tribunal, y posteriormente ambos fueron declarados legalmente cuerdos y aptos para ser juzgados.
El 28 de septiembre, Kristiansen fue evacuado a una prisión en las afueras de la ciudad después de que una turba de vigilantes organizada por Internet comenzara a reunirse en la calle frente al tribunal. El mismo día, el comisario de policía de Kristiansand, Ansten Klev, hizo un llamamiento público a la calma en toda la ciudad.

## Juicio
El 23 de abril de 2001 comenzó el juicio contra Andersen y Kristiansen.Por orden del fiscal general Tor-Aksel Busch, ambos fueron acusados de delitos idénticos de violación y asesinato premeditado. Además, y sin relación con los asesinatos, Kristiansen fue acusado de violación y abuso sexual contra una niña menor de 10 años, atentado al pudor contra un niño menor de 10 años y por mirar a una mujer a través de su ventana mientras se desvestía.Kristiansen confesó (entre lágrimas) que había abusado sexualmente de la niña cinco veces cuando tenía entre 15 y 17 años. Kristiansen también confesó los cargos de la mujer, pero no los del chico.Kristiansen se declaró inocente de los cargos de asesinato premeditado y violación.Andersen se declaró culpable de un cargo de violación y otro de asesinato en segundo grado.El tribunal escuchó a 49 testigos, 30 de la acusación y 19 de los dos acusados.
Durante su testimonio, la madre de Kristiansen describió su infancia como una infancia con muchas rabietas y enfados. En la escuela primaria se metía con frecuencia en peleas, además de tener arrebatos verbales con sus profesores. Según la madre, su temperamento le convertía en blanco de las burlas de los niños mayores, y en octavo curso se hartó. Salía de casa por la mañana para ir al colegio como de costumbre, pero más tarde se descubrió que llevaba medio año sin ir. Abandonó los estudios en el noveno curso y desde entonces acudió a los servicios de psiquiatría infantil.
Durante el juicio, el fiscal Edward Dahl pintó a Kristiansen como un psicópata extremadamente violento que estaba obsesionado con la pornografía y la violación. Dos psiquiatras forenses que testificaron a favor de la acusación señalaron que era intelectualmente "bastante simple" e incapaz de comprender términos y expresiones básicas. Además, describieron a Kristiansen como "caótico" y con una "sexualidad inmadura". Concluyeron además que no padecía ningún trastorno mental grave, sino más bien un trastorno de personalidad emocionalmente inestable. "Sin duda consideraríamos que tiene las facultades mentales insuficientemente desarrolladas si fuera declarado culpable".Un vecino de 40 años, que también trabajaba como trabajador comunitario, describió a Viggo Kristiansen como una "bomba de relojería" durante su testimonio. Se basó para ello en su "intuición", así como en su supuesta experiencia previa con "matones" y "gamberros". El fiscal también arrojó serias dudas sobre la veracidad de la versión de los hechos de Andersen. Entre otras cosas, Andersen no tenía ninguna explicación de por qué las niñas llevaban la ropa de la otra cuando fueron encontradas.
Además, Andersen había cambiado su historia varias veces durante el interrogatorio, y sólo cuando se le confrontó con pruebas admitió haber abusado de las niñas, así como haber cubierto los cuerpos con ramas de pino. Nunca dio muestras de remordimiento, considerándose una víctima más de su coacusado.Los psiquiatras del tribunal observaron su sorprendente tendencia a culpar de todos los aspectos del crimen a Kristiansen, pero no pudieron ponerse de acuerdo en un diagnóstico definitivo.Al final, fue la declaración de Andersen el principal pilar del veredicto contra Kristiansen.

### Veredicto
Kristiansen fue declarado culpable de todos los cargos y condenado a 21 años de prisión (confinamiento, equivalente a cadena perpetua). Andersen fue declarado culpable de un cargo de asesinato y violación, y condenado a 19 años de prisión.Según el veredicto, Viggo Kristiansen fue el principal responsable del crimen. El tribunal estableció que tanto Kristiansen como Andersen tenían un coeficiente intelectual "subnormal" de 83 y 84 respectivamente,que Kristiansen "debe considerarse peligroso", tiene "tendencias pedófilas", "escasas o nulas posibilidades de mejora" y que existe "un peligro razonable de que vuelva a cometer actos violentos y abusos sexuales".Los psiquiatras designados por el tribunal concluyeron que Kristiansen padecía un "trastorno grave de la personalidad [...] muy probablemente un trastorno límite de la personalidad".
El juez presidente Asbjørn Nes Hansen escribió en su sentencia:

"Cada una de las víctimas ha sido sometida a la carga extrema de haber sido obligada a escuchar cómo violaban a la otra mientras gemía de dolor. Lena debió de pensar en lo que le ocurriría mientras Stine Sofie era violada. Después de que mataran a Lena, Stine Sofie debió de oír a los acusados discutir sobre quién iba a matarla. Jan Helge Andersen explicó que Stine Sofie cogió a Lena del brazo y luego la miró. Probablemente comprendió en ese momento que Lena estaba muerta. Como ha referido el Tribunal de Distrito en su sentencia, no es posible comprender el miedo y el sufrimiento que pasaron las dos niñas antes de morir finalmente".

Inmediatamente después de la sentencia en la sala del tribunal, el canal de noticias Tv2 grabó la reacción de Kristiansen mientras sonreía y mascaba chicle. Más tarde emitieron la cinta de vídeo durante las noticias de la noche, después de que el abogado de Kristiansen dijera a los medios que Kristiansen había quedado "absolutamente devastado" por el veredicto. En una entrevista de 2008, Kristiansen explicó su reacción diciendo que sonreía ante lo "absurdo de la situación", y acusó a los medios de utilizar el vídeo para retratarle como un "monstruo de sangre fría sin emociones".Este incidente desencadenó un largo conflicto legal entre Tv2 y el tribunal, debido a una ley que prohibía grabar a los acusados en las salas de los tribunales. Finalmente, Tv2 fue absuelta de toda culpa.
Kristiansen no fue condenado a una pena de prisión ordinaria, sino a una pena de confinamiento (el término jurídico noruego es forvaring), una forma de custodia protectora especial que significa que puede permanecer en prisión indefinidamente y sólo puede ser puesto en libertad a discreción de un juez una vez cumplida su condena. El confinamiento es aproximadamente comparable a una cadena perpetua en muchos otros países europeos. Kristiansen cumplía condena en la prisión de Ila, mientras que Andersen lo hacía en la de Telemark, en Skien, hasta 2012, cuando fue trasladado a una prisión de mínima seguridad, con el fin de prepararlo mejor para su eventual puesta en libertad condicional, posible a partir de abril de 2013.Andersen fue puesto en libertad en enero de 2015. Desde entonces se ha instalado en la ciudad de Tønsberg.

#### Los asesinatos según la sentencia de 2001
De camino a casa desde el lago, las chicas se encontraron con los dos asaltantes, Kristiansen y Andersen, que habían estado recorriendo la zona en bicicleta en busca de víctimas potenciales.Kristiansen, que fingió estar buscando gatitos perdidos, las atrajo hasta una zona más apartada del terreno. En el juicio, el tribunal estableció que en ese momento les ordenaron a ambas chicas que se desnudaran y, a continuación, Kristiansen las agredió sexualmente. Andersen contribuyó a este acto sometiendo a las niñas, y más tarde abusó sexualmente de Sørstrønen. Después de violar a Sløgedal Paulsen, Kristiansen la mató apuñalándola tres veces, una en el abdomen/pecho y dos en el cuello, seccionándole la arteria carótida derecha.
Tras discutir brevemente sobre quién iba a matar a la niña restante, Andersen procedió a apuñalar a Sørstrønen una vez en el cuello, seccionándole también la arteria carótida, mientras Kristiansen le sujetaba los brazos y las piernas. A continuación, los dos hombres cubrieron los cadáveres con vegetación y los metieron entre las rocas antes de esconder los bañadores empapados en sangre de las niñas en una tubería de desagüe fangosa cercana. Tras caminar de vuelta hacia el barrio de Eg, donde vivían, los dos hombres planearon una coartada ficticia para el momento de los asesinatos. Kristiansen iba a decir que estaba en su taller, mientras que Andersen iba a decir que estaba haciendo footing. Más tarde, los dos se reunieron en casa de Kristiansen, donde llamaron a otros dos amigos para intentar reforzar su coartada.

## Reapertura del caso contra Kristiansen
En la primavera de 2010, las muestras de ADN que, según Bente Mevåg, no estaban en posesión del Rettsmedisinsk Institutt, fueron localizadas en un congelador de dicha institución;se encontraron 199 muestras; las muestras fueron analizadas y los análisis no dieron indicios de que las víctimas hubieran sido asesinadas por dos personas.
En febrero de 2021, después de que Kristiansen hubiera solicitado sin éxito seis veces una reapertura (incluidas dos apelaciones), la Comisión de Revisión de Casos Penales votó a favor de reabrir su caso. La decisión se dividió 3-2 y el presidente de la comisión, Siv Hallgren, estuvo en desacuerdo.
En febrero de 2021, el caso fue transferido a la jurisdicción de la Fiscalía de Oslo; La oficina envió el caso al distrito policial de Oslo para su investigación.
Posteriormente, el abogado de Kristiansen solicitó la excarcelación de su cliente tras conocer la decisión de la Comisión de Revisión de Casos Penales. Kristiansen se había negado hasta entonces a solicitar la libertad condicional por considerarla un reconocimiento de su condena. Tanto la autoridad penitenciaria como el tribunal de apelaciones denegaron su solicitud, este último en una decisión dividida por 2-1. Los abogados de Kristiansen recurrieron de nuevo la decisión ante el Tribunal Supremo. Un mes después, antes de que el Tribunal Supremo pudiera conocer del caso, el fiscal del Estado responsable del caso decidió retirar sus objeciones a la excarcelación de Kristiansen. Al día siguiente, el 1 de junio, el Tribunal Supremo decidió por unanimidad excarcelar a Kristiansen. Kristiansen abandonó la prisión hacia las 23:00 horas de esa misma noche.

## Disculpas de los empleados del gobierno.
El 21 de octubre de 2022, el Riksadvokat Jørn Sigurd Maurud, máximo responsable de la fiscalía en Noruega, pidió disculpas: "Lamento la injusticia que se ha cometido";la disculpa desencadenó también las disculpas del director de la policía, de Kripos, de la fiscalía de Agder y del distrito policial de Agder que investigó el caso.
En una reacción de octubre de 2022 a la evolución del caso: la ministra de Justicia ordenó una investigación completa de todas las instituciones que se han ocupado del caso; añadió que el Ministerio de Justicia estaba creando un mandato para la investigación.

## Controversias
Tras el veredicto (en 2001), Kristiansen y sus partidarios han planteado varias cuestiones relativas a las pruebas del veredicto. Las principales cuestiones están relacionadas con las técnicas de interrogatorio aplicadas a Andersen, la ubicación del teléfono móvil de Kristiansen en el momento de los asesinatos, la coartada de Kristiansen según los testigos, si hubo dos autores o uno, y la validez de las pruebas de ADN.

### Interrogatorio de Andersen
Durante el interrogatorio inicial de Andersen, la policía aplicó controvertidas técnicas de preguntas sugestivas. El interrogador principal, sin ningún entrenamiento formal, procedió a las llamadas "conversaciones informales" con Andersen mientras esperaba la llegada de su abogado. Durante ese tiempo, el interrogador informó a Andersen de que la policía "sabía" que había más de un autor.También introdujo en Andersen la idea de que Kristiansen era partícipe e incluso el principal responsable del crimen. El interrogador escribió lo siguiente en el informe policial:

Le expliqué a Andersen que ahora la policía sabía que él era uno de los autores. También le hablé a Andersen de las ventajas que obtendría explicándolo todo. (...) Le pregunté a Andersen si él mismo podría ser una víctima en cierto sentido, ya que su mejor amigo Viggo Kristiansen podría haber sido el participante más activo. Cuando dije esto, fue obvio que Andersen tuvo algo en lo que pensar. Hablamos un poco sobre la relación entre Andersen y Kristiansen, y no había duda de que Kristiansen era el fuerte, el que mandaba.

Gregg McCrary, del FBI, testificó ante el tribunal en 2011 y dijo lo siguiente sobre este interrogatorio: "Es una forma muy alarmante de interrogar a un testigo. La policía nunca debe dar el nombre de posibles autores ni hacer preguntas capciosas". McCrary también dijo que parecía obvio que Andersen había sido guiado, ya que los detalles cambiaban de un interrogatorio a otro. Gísli Guðjónsson, catedrático de Psicología Forense del King's College de Londres y experto en sugestionabilidad y falsas confesiones, escribió en su informe que el interrogador policial inicial "muy probablemente arruinó el caso".

### La coartada de las telecomunicaciones
El teléfono móvil de Kristiansen se utilizó tres veces alrededor de la hora de los asesinatos, a las 19:24, 19:37 y 20:20 horas. Los informes de Telenor y Teleplan mostraban que su teléfono se había conectado a un emplazamiento concreto, "Eg_A", que normalmente no cubriría el lugar del asesinato. Según ambos informes, los técnicos no pudieron reproducir esta situación. Sin embargo, ambos informes concluyeron que no podían descartar por completo que fuera posible.

### Las coartadas de los testigos
La madre de Kristiansen declaró durante el juicio que vio a su hijo llegar y pasear por el patio trasero la noche de los asesinatos, por lo que no podía haber estado en el lugar del crimen. Esta declaración también coincidía con las mediciones de los informes de telecomunicaciones, ya que el emplazamiento del móvil conectado al teléfono de Kristiansen estaba cerca de su casa, un hecho que la madre de Kristiansen no podía conocer, ya que la coartada del móvil no se descubrió hasta que el juicio estaba a punto de terminar.
Un piloto de Scandinavian Airlines que tenía algo de tiempo libre en Kristiansand antes del siguiente vuelo, vio a un hombre junto a dos chicas entre las 19.40 y las 19.45 en Baneheia. El piloto sólo las observó de lejos, pero vio lo suficiente para describir el color de sus ropas, que coincidía con el de las ropas de Andersen y las víctimas. A pesar de la amplia difusión pública para que todos los que estuvieran en la zona se pusieran en contacto con la policía, no hubo más informes de una persona adulta con dos niños. El piloto no fue llamado a declarar ante el tribunal.
La observación del piloto cambió la hora de los asesinatos para situarla entre las 20.00 y las 20.30 horas, en lugar de entre las 19.00 y las 20.00 horas. Las observaciones de otros cinco testigos que oyeron o vieron actividad relevante en la zona también indicaron que los asesinatos se produjeron entre las 20.00 y las 20.30 horas. A esta hora, Viggo Kristiansen no sólo enviaba y recibía mensajes de texto en su teléfono, que era el caso de la hora oficial de los asesinatos, a esta hora Viggo Kristiansen hablaba tranquilamente con un amigo por teléfono. Ninguno de estos 5 testigos fue llamado tampoco a declarar ante el tribunal.

### Dos perpetradores
Un informe sobre el perfil del sospechoso elaborado por el Servicio Nacional de Investigación Criminal de Noruega (Kripos) sugería que podría haber un único autor, ya que ambas víctimas fueron asesinadas de forma similar. En los interrogatorios con la policía, Andersen había descrito detalladamente cómo habían matado a las chicas, un método que había aprendido viendo un tipo especial de documental llamado "Reality TV", pero sólo fue condenado por matar a una de las víctimas, mientras que Kristiansen fue condenado por matar a las dos. El informe sobre el perfil del sospechoso no se presentó al tribunal ni a los abogados. No fue conocido por el público hasta 2010, cuando el abogado de Kristiansen, Sigurd J. Klomsæt, se hizo con él personándose en Kripos tras varias peticiones escritas fallidas. El experto del FBI Gregg McCrary se mostró de acuerdo con la conclusión del informe.
Además, la defensa ha señalado la extrema rareza de que haya dos autores en un caso así. De hecho, nunca se habían registrado dos autores adultos en casos de asesinato de niños, ni en Europa ni en Estados Unidos, y una encuesta estadounidense de 2008 afirmaba que solo en el 2% de todos los tipos de casos de asesinato había más de un autor.

### Pruebas de ADN presentadas ante el tribunal
El tribunal de los dos juicios había sido informado de que existían dos conjuntos de perfiles de ADN de la zona del crimen, un perfil que coincidía con el de Andersen y otro perfil que coincidía con el 54% de la población masculina noruega, incluido Kristiansen. El jefe de investigación criminal de Kristansand, Arne Pedersen, declaró que el material de ADN, con una "certeza del 100%", vinculaba a Kristiansen con los asesinatos tras consultar con Bente Mevåg, del instituto forense. El abogado de Kristiansen, Tore H. Pettersen, intentó crear dudas sobre si las pruebas de ADN demostraban la existencia de dos autores. Argumentó que el material podía estar contaminado y que las pruebas por sí solas eran muy inciertas, pero no obtuvo ninguna respuesta positiva de Bente Mevåg cuando fue confrontada con esto ante el tribunal. Al parecer, cuando Tore H. Pettersen argumentó en su alegato final que las pruebas de ADN estaban contaminadas, los miembros del jurado se inclinaron hacia atrás en sus sillas, sonrieron y se cruzaron de brazos cómodamente. En las indicaciones del juez al jurado, el juez dijo:

Tore H. Pettersen sembró la duda sobre si pudo haber dos autores en el lugar de los hechos (...). Sin embargo, basándonos en lo que han dicho los expertos designados por el tribunal, debemos esperar que tengamos pruebas biológicas fiables para concluir que hubo dos autores.

En 2010, tres laboratorios independientes de Suecia, Noruega e Inglaterra volvieron a analizar las muestras biológicas originales almacenadas en el Instituto Santiago de Compostela (España) y en el Instituto Forense de Noruega, material que había sido enviado tanto por Bente Mevåg como por Arne Pedersen a la policía local.Todos los laboratorios informaron del mismo resultado. Las muestras dieron positivo en el perfil de ADN de Andersen, pero no en el de Kristiansen.El segundo perfil de ADN, el que en el informe original coincidía con el de la mitad de la población noruega, esta vez no se comunicó, o se comunicó que era una contaminación, y además tan débil que sería ilegal presentarlo ante un tribunal en otros países.La Dra. Susan Pope, del Forensic Science Service (FSS) de Londres, creía que los fiscales habían recibido una traducción errónea del informe, ya que la segunda coincidencia se presentó como "prueba incriminatoria" ante el tribunal, y el instituto de Santiago de Compostela, en España, había negado que su informe describiera la segunda coincidencia como prueba incriminatoria.El instituto de Santiago de Compostela también había informado de la existencia de diminutas trazas de ADN de cuatro personas diferentes, y no de dos, como afirmaba el instituto forense noruego, lo que aumentaba aún más las sospechas de contaminación.
El fiscal del Estado Jostein Johannesen escribió en 2010 que "es lamentable que la policía presentara esto como prueba incriminatoria contra Viggo Kristiansen".En un juicio de 2011, Gregg McCrary, del FBI, testificó que la falta de rastros de ADN excluía a Kristiansen incluso como sospechoso.En el mismo juicio, el director del SFS, Chris Hadkiss, dijo que el caso se habría reabierto en Inglaterra, basándose únicamente en las pruebas de ADN. Susan Pope dijo lo mismo.
Junto con una solicitud de reapertura del caso en 2017, el ingeniero de telecomunicaciones y científico Harald Sivertsen analizó el informe original del Instituto Santiago de Compostela. Harald Sivertsen descubrió que el informe del Instituto Santiago de Compostela solo pretendía ser un informe preliminar. También escribió que el informe no describía ninguna certeza de dos asaltantes, y preguntó dónde estaba el informe final, y qué decía el informe final. Este análisis se escribió en forma de carta dirigida a Bente Mevåg, pero Bente Mevåg no respondió a la carta.
En junio de 2020, la Comisión Noruega de Revisión de Casos Penales pidió a Frederik Torp Petersen, un experto danés en ADN con un doctorado en biología que trabaja para el instituto forense de Copenhague, que considerara la validez de las pruebas de ADN. Su conclusión fue que las pruebas de ADN eran demasiado débiles para decir nada sobre el número de agresores, y no debían presentarse ante un tribunal.

### Presentación en los medios de comunicación
Kristiansen aparecía constantemente en los medios de comunicación como un psicópata despiadado. El periódico local Fædrelandsvennen se refirió a él como "la encarnación del mal".Pero cuando Andersen describió ante el tribunal cómo había matado a Sørstrønen, Kristiansen, al parecer, tenía lágrimas en los ojos y respiraba hondo, mostrando reacciones similares a las de muchos otros presentes en la audiencia.Cuando Kristiansen testificó ante el tribunal sobre la menor de edad de la que había abusado sexualmente 6-7 años antes, lloraba tanto que era incapaz de hablar, lo que obligó al fiscal a leer en voz alta el testimonio policial escrito de Kristiansen.Kristiansen también mostró simpatía y comprensión hacia los familiares de las víctimas cuando éstos no quisieron que se reabriera el juicio. Andersen, en cambio, nunca mostró ninguna emoción, ni siquiera cuando describió con detalle el asesinato y la violación. Cuando Andersen se reunió con la prensa el día después de que se le impusiera la condena definitiva de 19 años, dijo que prefería que no se le impusiera ninguna condena cuando se le preguntó cómo se sentía por la sentencia. Kristiansen dijo en la misma entrevista, ante la misma pregunta, que sentía pena por su madre y su familia por lo que habían tenido que leer sobre él en los periódicos.

### Cronología después de las pruebas iniciales
En 2004, Kristiansen inició un tratamiento con el especialista en psicología Atle Austad. Kristiansen se puso en contacto con Austad porque necesitaba ayuda para afrontar los abusos sexuales que había cometido contra una menor cuando era adolescente. En un principio, Austad asumió que Kristiansen también era culpable del caso Baneheia, pero más tarde se dio cuenta, tras investigar un poco, de que tenía que ser inocente. Después de esto, Austad recomendó a Kristiansen que buscara un nuevo abogado, y le recomendó a Sigurd Klomsæt.
En 2008, Kristiansen presentó una moción para reabrir su caso. Kristiansen también había sustituido a su antiguo abogado Tore H. Pettersen por Sigurd Klomsæt.
En 2009, Sigurd Klomsæt demandó al jefe de investigación criminal de Kristansand, Arne Pedersen, ya que tanto la policía de Kristiansand como un mando intermedio del instituto forense, Bente Mevåg, habían informado de que el material de ADN había sido destruido. La unidad especial para casos policiales desestimó el caso.
En 2010, cuando Bente Mevåg estaba de baja por enfermedad, apareció el material de ADN. Eivind Pedersen, periodista de Dagbladet, no creía que lo que decía Mevåg fuera cierto, por lo que se puso en contacto con la directora intermedia en funciones (Margurethe Stenersen) y con el director del instituto (Ole Gunnar Ballo) cuando Bente Mevåg estaba de baja por enfermedad. Por la noche empezaron a buscar y encontraron el material de ADN almacenado en 199 tubos de ensayo en un congelador donde se suponía que debían estar. Margurethe Stenersen también aseguró que nunca tiran material de ADN ("¿Por qué íbamos a hacerlo?").A pesar de la presión política inmediata para investigar el instituto tras este suceso,el resultado fue que Ballo, a pesar de que no estaba al mando cuando Mevåg desinformó a Klomsæt, decidió dimitir por "presión laboral" sólo dos semanas después y sólo 9 meses después de ser contratado. Mevåg continuó en su puesto y el instituto no fue investigado.
En 2010, la moción de reapertura del caso fue denegada por las autoridades, declarando que no había suficientes pruebas para la reapertura
En 2011, Kristiansen apeló ante el Tribunal Europeo de Derechos Humanos de Estrasburgo.
En 2011, Kristiansen demandó a la Comisión Noruega de Revisión de Casos Penales por no conceder un nuevo juicio. Perdió el caso. Los abogados de Kristiansen describieron el veredicto como un aplauso acrítico a la Comisión Noruega de Revisión de Casos Penales.
En 2012, Kristiansen apeló esto ante el Tribunal Supremo de Noruega. Sus abogados esperaban que se le concediera un nuevo juicio, ya que disponían de pruebas adicionales del caso que no se tuvieron en cuenta durante el primer proceso judicial. Viggo Kristiansen argumentó que las nuevas pruebas le absolverían. El 27 de marzo, el Tribunal Supremo rechazó su recurso.
En 2012, Sigurd Klomsæt perdió su licencia para ejercer la abogacía. Klomsæt fue condenado por distribuir fotografías de Anders Behring Breivik a la prensa en relación con su trabajo como abogado de una de las víctimas. Klomsæt dijo que "fuerzas poderosas" habían filtrado las fotos como forma de deshacerse de él por su implicación en el caso Baneheia, el caso Birgitte, el caso Bjugn y otros casos en los que había sido molesto para la policía y los fiscales. Cuando Klomsæt perdió su licencia, Arvid Sjødin asumió el cargo de abogado principal de Kristiansen. Klomsæt obtuvo su licencia en 2014.
En 2014, Viggo Kristiansen demandó a Jan Helge Andersen por declaraciones falsas. El caso fue desestimado. La razón de la policía para el sobreseimiento fue que era "obviamente infundado".Arvid Sjødin también notificó al director de la Fiscalía de Noruega, Tor-Aksel Busch, varias infracciones penales cometidas por la policía y el fiscal local durante la investigación. Tor-Aksel Busch, en su respuesta, no abordó las acusaciones. En su lugar, sólo escribió "Debería ser obvio, pero sólo para aclarar: Viggo Kristiansen fue declarado culpable en 2002 y todas sus solicitudes de nuevo juicio han sido rechazadas".
En 2014, el psicólogo de Kristiansen en prisión durante 10 años, Atle Austad, dijo públicamente que creía que Viggo Kristiansen era inocente de los crímenes, y que esto podría demostrarse.Por esta declaración, se enviaron quejas por mala praxis, violación de la confidencialidad y otros cargos a la Asociación Noruega de Psicología (NPF) y al condado de Oslo.Todas las quejas fueron enviadas por la madre de Sørstrønen. Austad declaró posteriormente que, en general, se le calificó de persona controvertida después de esta declaración, también recibió amenazas de muerte y dejó de ser contratado por la Autoridad Noruega de Asuntos Civiles.
En 2015, Jan Helge Andersen salió de prisión. Hizo la siguiente declaración: "He estado 14 años en prisión, es mucho tiempo. He pagado por lo que he hecho".Su libertad condicional terminó en 2019.
En 2015, Atle Austad fue absuelto de cualquier delito, tanto por la Asociación Noruega de Psicología (NPF) como por el condado de Oslo. En cuanto a las denuncias por violación de la confidencialidad, la NPF declaró que los psicólogos están obligados a denunciar los casos de error judicial, incluso cuando se rompe la confidencialidad.
En 2016, Arvid Sjødin, abogado de Kristansen, envió una solicitud de nuevo juicio basada en una nueva ley llamada "objektivitetsplikten" (deber de objetividad).La nueva ley del deber de objetividad fue creada por el gobierno debido a varios casos de errores judiciales en Noruega, y dice: "si parece claro para el fiscal que no hay pruebas suficientes para la condena, el fiscal debe retirar los cargos o solicitar la absolución del acusado."
En 2017, la Fiscalía del Estado rechazó la solicitud de un nuevo juicio. Arvid Sjødin consideró incomprensible la decisión, ya que "el fiscal del Estado parece considerar ahora que tiene más conocimientos sobre teléfonos móviles que los expertos".
En 2017, Bjørn Olav Jahr escribió un libro sobre el caso Baneheia titulado "Drapene i Baneheia. To historier. En sannhet" ("Los asesinatos de Baneheia. Dos historias. Una verdad"). Jahr es un experimentado periodista y autor de varios libros sobre crímenes reales. Jahr llegó a la conclusión de que Viggo Kristiansen era inocente y que Jan Helge Andersen era el único autor. El libro también suscitó un gran debate público sobre el caso, incluidos varios artículos y declaraciones públicas de personas que expresaban dudas sobre la sentencia y personas que creían que Kristiansen era inocente.
En 2018, un experto policial en telecomunicaciones escribió una nota a la Comisión Noruega de Revisión de Casos Penales para confirmar que el teléfono móvil de Viggo Kristiansen le proporcionaba una coartada.
En 2019, se reveló que el desaparecido cuchillo mora azul de Kristiansen había estado en posesión de la policía todo el tiempo e incluso se había comprobado que no era el arma homicida. Se creía que el cuchillo había desaparecido, y también se presentó al público en general como el arma homicida. En el juicio, se preguntó a Viggo Kristiansen por el cuchillo. El fiscal le preguntó dónde estaba el cuchillo y si podía explicar por qué había desaparecido.En realidad, un vecino de Kristiansen había encontrado antes el cuchillo en el suelo y se lo había entregado a la policía.
En 2019 y 2020, TV2, el segundo canal de televisión más importante de Noruega, emitió una serie de podcasts sobre el caso Baneheia.El podcast afirmaba adoptar una postura neutral, pero aun así fue acusado de parcialidad en apoyo de Viggo Kristiansen por las familias de las víctimas.
En marzo de 2020, Arne Pedersen escribió un artículo público defendiendo la labor de la policía. Pedersen también acusó a los medios de comunicación de ser parciales en apoyo de Viggo Kristiansen, lo que generó la incredulidad de la opinión pública. Avid Sjødin, en su respuesta, afirmó que muchas de las afirmaciones del artículo eran incorrectas, pero estuvo de acuerdo en que los medios de comunicación estaban siendo tendenciosos, aunque en contra, no a favor, de Viggo Kristiansen.
En junio de 2020, la Comisión Noruega de Revisión de Casos Penales pidió a Frederik Torp Petersen, un experto danés en ADN con un doctorado en biología que trabaja para el instituto forense de Copenhague, que considerara la validez de las pruebas de ADN. Su conclusión fue que las pruebas de ADN eran demasiado débiles para decir nada sobre el número de agresores, y no debían presentarse ante un tribunal. Este fue el primer examen pericial de las pruebas de ADN después de los juicios originales que no había sido asignado por el equipo de defensa de Viggo Kristiansen, que fue la objeción planteada por el fiscal del estado de Agder contra los informes anteriores. Sin embargo, la conclusión de este informe fue la misma que la asignada por el equipo de defensa de Viggo Kristiansen.
En agosto de 2020, la Autoridad Noruega de Asuntos Civiles, una organización estatal que controla los informes periciales judiciales, decidió que el informe de Frederik Torp Petersen debía ser retirado del caso, ya que "no entraba en el mandato", y "no estaba dentro del campo del autor", decir nada sobre si las pruebas de ADN debían presentarse ante un tribunal. Hacerlo crearía "incertidumbre". La respuesta corta del experto danés en ADN fue: "Mantengo la redacción original del informe, y no estoy de acuerdo en que cree incertidumbre".
En enero de 2021, TVNorge, canal de televisión del grupo Discovery, estrenó un documental de 6 capítulos sobre el caso Baneheia. Una parte importante del documental se centraba en la familia de Kristiansen y sus luchas tras la condena, incluida su lucha durante décadas para conseguir la absolución de Kristiansen. El documental pretendía adoptar una postura neutral, pero aun así las familias de las víctimas lo acusaron de parcialidad a favor de Viggo Kristiansen.
En enero de 2021, Dagsavisen, uno de los periódicos más importantes de Noruega, escribió en su editorial que el caso parecía cada vez más un error judicial y exigió que se reabriera.
En febrero de 2021, Civita, uno de los mayores grupos de reflexión de Noruega, publicó un podcast con el título "¿Es el caso Baneheia el mayor error judicial de la historia de Noruega?", en el que el presentador adoptaba una postura clara y afirmaba que la sentencia era obviamente errónea.
En febrero de 2021, el Servicio Penitenciario noruego recomendó ampliar la condena de Kristiansen en cuatro años argumentando que existía un riesgo real y cualificado de reincidencia en los delitos de Baneheia. En el proceso, Viggo Kristiansen había experimentado que el servicio correccional quería que admitiera su culpabilidad en el caso Baneheia, por lo que cortó todo contacto con ellos.
En febrero de 2021,La Comisión Noruega de Revisión de Casos Penales decidió reabrir el caso contra Viggo Kristiansen. La razón principal fueron las nuevas dudas creadas sobre las pruebas de ADN después de los juicios. La razón menor fue la nueva duda creada sobre la validez del interrogatorio de Anderssen, expresada principalmente en un informe escrito por Gísli Guðjónsson. La Comisión de Revisión de Casos no consideró la coartada del teléfono móvil como una prueba nueva, argumentando que los jueces y el jurado ya eran conscientes entonces de la solidez de la coartada. Junto con la reapertura, el caso también fue transferido del fiscal del estado de Agder al fiscal del estado de Oslo.
En febrero de 2021, Viggo Kristiansen solicitó su excarcelación. Kristiansen había tenido la oportunidad de solicitar la excarcelación desde 2011, pero hasta entonces se había negado a salir de prisión a menos que fuera absuelto. Sin embargo, como en ese momento se había reabierto el caso, estaba seguro de que sería absuelto y, por tanto, ya no veía ninguna razón para seguir en prisión.
En marzo de 2021, el ex director del Servicio Nacional de Investigación Criminal (Kripos), Knut Holen, declaró que las pruebas para condenar a Kristiansen no estaban a la altura, y que no debería haber sido condenado.
En abril de 2021, el Tribunal de Apelación de Borgarting decidió no excarcelar a Viggo Kristiansen a pesar de no tener ninguna condena vigente legalmente. El tribunal argumentó que podría ser un peligro para la sociedad. El abogado de Kristiansen calificó la decisión de nuevo abuso contra Kristiansen y anunció que la decisión sería recurrida ante el Tribunal Supremo.
En mayo de 2021, el fiscal del estado de Oslo anunció repentinamente que había cambiado de opinión y que estaba de acuerdo en que Viggo Kristiansen debía salir de la cárcel.Al día siguiente, el 1 de junio de 2021, el Tribunal Supremo de Noruega decidió por unanimidad excarcelar a Viggo Kristiansen y,por la noche, Kristiansen era un hombre libre.
En junio de 2021, la policía tomó nuevas muestras de ADN de Viggo Kristiansen.
En octubre de 2021, marzo de 2022 y junio de 2022, Andersen volvió a ser interrogado por la policía de Oslo. La policía registró su domicilio en varias ocasiones.
El 21 de octubre de 2022, el fiscal general Jørn Maurud anunció que la fiscalía presentaría una solicitud de absolución de Viggo Kristiansen en la reapertura del caso, basándose en la nueva investigación llevada a cabo por el distrito policial de Oslo. El 15 de diciembre de 2022, Kristiansen fue absuelto de asesinato en el Tribunal de Apelación de Borgarting. En cuanto a los cargos de pederastia y voyeurismo, que Kristiansen había confesado, fue condenado a 10 meses de prisión, una pena muy inferior a la ya cumplida.

## Legado
El caso traumatizó a la sociedad noruega y fue noticia durante varios meses consecutivos. El crimen provocó una gran ira en el distrito de Sørlandet y en toda Noruega, hasta el punto de que uno de los primeros sospechosos, un antiguo asesino convicto, tuvo que huir de su casa y dormir a la intemperie en una tienda de campaña por miedo a la violencia de los que le vigilaban. Otros clientes del abogado de Andersen, Ben Fegran, amenazaron con cortar toda relación con él a menos que dejara de representar a Andersen.
En el primer aniversario de los asesinatos, se celebró una gran ceremonia conmemorativa al aire libre en Grimstad, ciudad natal de Sørstrønens. Artistas como Bjørn Eidsvåg, a-ha, Ole Edvard Antonsen y Morten Harket celebraron la vida de las víctimas desde el escenario de la cantera de granito de Fjæreheia.
La madre de Sørstrønen, Ada Sofie Austegard, creó la Fundación Stine Sofie, una fundación benéfica que lucha por preservar los derechos de los niños cuando estén expuestos a violencia y delitos sexuales, y trabaja para aumentar la pena mínima por abusos a menores. Desde entonces se ha dedicado a promover leyes de protección de la infancia a escala nacional.
Ha patrocinado, entre otras, la legislación que garantiza a los niños el derecho a un abogado de oficio en los casos en que sean víctimas de delitos violentos o sexuales, así como la puesta en marzoa de la primera línea telefónica nacional de ayuda a la infancia. El exministro de Justicia Knut Storberget calificó los asesinatos como "el momento decisivo para que la policía se volcara contra la violencia que afecta a mujeres y niños".